# مرحله مقدماتی جام جهانی فوتبال ۲۰۰۲ (اروپا)
منطقهٔ اروپایی مقدماتی جام جهانی فوتبال، برای جام جهانی فوتبال ۲۰۰۲ شامل ۵۰ تیم در ۵ سید بوده‌است. گروه‌بندی مسابقات نیز به صورت ۵ گروه ۶ تیمه و ۴ گروه ۵ تیمه بوده‌است. در پایان، تیم‌های ملی فوتبال فرانسه، روسیه، پرتغال، دانمارک، سوئد، لهستان، کرواسی، اسپانیا، ایتالیا، انگلستان، آلمان، بلژیک، اسلوونی، ترکیه و جمهوری ایرلند توانستند جواز حضور در رقابت‌های جام جهانی فوتبال ۲۰۰۲ را بگیرند. برترین گل‌زن این مجموعه مسابقات نیز آندری شوچنکو، مهاجم فوتبال اهل اوکراین بوده‌است.

## تیم‌های راه‌یافته
۱۵ تیم زیر از یوفا، برای مسابقات نهایی واجد شرایط بودند.
| تیم           | نحوه صعود                | تاریخ صعود     | حضورهای پیشین در جام جهانی فوتبال                                                       |
| ------------- | ------------------------ | -------------- | --------------------------------------------------------------------------------------- |
| فرانسه        | مدافع عنوان قهرمانی      | ۱۲ ژوئیه ۱۹۹۸  | ۱۰ (۱۹۳۰، ۱۹۳۴، ۱۹۳۸، ۱۹۵۴، ۱۹۵۸، ۱۹۶۶، ۱۹۷۸، ۱۹۸۲، ۱۹۸۶، ۱۹۹۸)                         |
| روسیه         | برندگان گروهی            | ۶ اکتبر ۲۰۰۱   | ۸ (۱۹۵۸، ۱۹۶۲، ۱۹۶۶، ۱۹۷۰، ۱۹۸۲، ۱۹۸۶، ۱۹۹۰، ۱۹۹۴)                                      |
| پرتغال        | برندگان گروهی            | ۶ اکتبر ۲۰۰۱   | ۲ (۱۹۶۶، ۱۹۸۶)                                                                          |
| دانمارک       | برندگان گروهی            | ۶ اکتبر ۲۰۰۱   | ۲ (۱۹۸۶، ۱۹۹۸)                                                                          |
| سوئد          | برندگان گروهی            | ۵ سپتامبر ۲۰۰۱ | ۹ (۱۹۳۴، ۱۹۳۸، ۱۹۵۰، ۱۹۵۸, ۱۹۷۰، ۱۹۷۴، ۱۹۷۸، ۱۹۹۰، ۱۹۹۴)                                |
| لهستان        | برندگان گروهی            | ۱ سپتامبر ۲۰۰۱ | ۵ (۱۹۳۸، ۱۹۷۴، ۱۹۷۸، ۱۹۸۲، ۱۹۸۶)                                                        |
| کرواسی        | برندگان گروهی            | ۶ اکتبر ۲۰۰۱   | ۱ (۱۹۹۸)                                                                                |
| اسپانیا       | برندگان گروهی            | ۵ سپتامبر ۲۰۰۱ | ۱۰ (۱۹۳۴، ۱۹۵۰، ۱۹۶۲، ۱۹۶۶، ۱۹۷۸، ۱۹۸۲, ۱۹۸۶، ۱۹۹۰، ۱۹۹۴، ۱۹۹۸)                         |
| ایتالیا       | برندگان گروهی            | ۶ اکتبر ۲۰۰۱   | ۱۴ (۱۹۳۴، ۱۹۳۸، ۱۹۵۰، ۱۹۵۴، ۱۹۶۲، ۱۹۶۶، ۱۹۷۰، ۱۹۷۴، ۱۹۷۸، ۱۹۸۲، ۱۹۸۶، ۱۹۹۰، ۱۹۹۴، ۱۹۹۸) |
| انگلستان      | برندگان گروهی            | ۶ اکتبر ۲۰۰۱   | ۱۰ (۱۹۵۰، ۱۹۵۴، ۱۹۵۸، ۱۹۶۲، ۱۹۶۶، ۱۹۷۰، ۱۹۸۲، ۱۹۸۶، ۱۹۹۰، ۱۹۹۸)                         |
| آلمان         | برندگان پلی-آف           | ۱۴ نوامبر ۲۰۰۱ | ۱۴ (۱۹۳۴، ۱۹۳۸، ۱۹۵۴، ۱۹۵۸، ۱۹۶۲، ۱۹۶۶، ۱۹۷۰، ۱۹۷۴، ۱۹۷۸، ۱۹۸۲، ۱۹۸۶، ۱۹۹۰، ۱۹۹۴، ۱۹۹۸) |
| بلژیک         | برندگان پلی-آف           | ۱۴ نوامبر ۲۰۰۱ | ۱۰ (۱۹۳۰، ۱۹۳۴، ۱۹۳۸، ۱۹۵۴، ۱۹۷۰، ۱۹۸۲، ۱۹۸۶، ۱۹۹۰، ۱۹۹۴، ۱۹۹۸)                         |
| اسلوونی       | برندگان پلی-آف           | ۱۴ نوامبر ۲۰۰۱ | ۰                                                                                       |
| ترکیه         | برندگان پلی-آف           | ۱۴ نوامبر ۲۰۰۱ | ۱ (۱۹۵۴)                                                                                |
| جمهوری ایرلند | برنده پلی-آف اِی‌اف‌سی-یوفا | ۱۵ نوامبر ۲۰۰۱ | ۲ (۱۹۹۰، ۱۹۹۴)                                                                          |